# Reinhard Gehlen

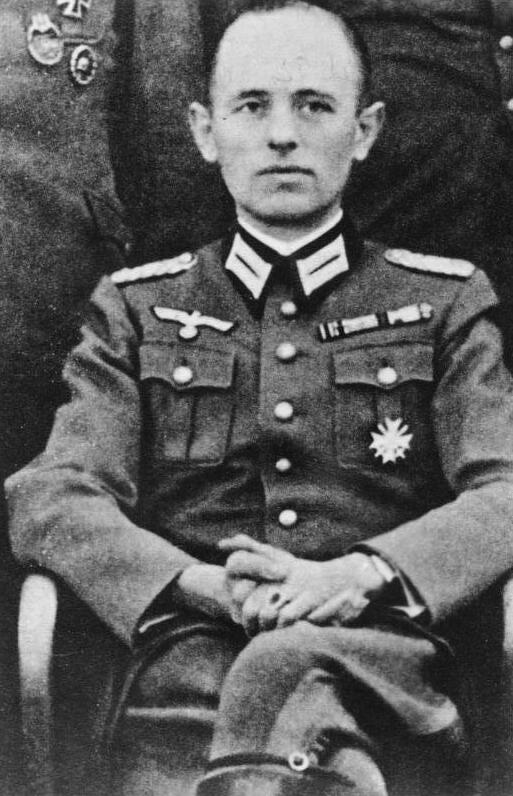
Reinhard Gehlen, 1943

Reinhard Gehlen (* 3. April 1902 in Erfurt; † 8. Juni 1979 in Berg am Starnberger See) war ein Generalmajor der Wehrmacht. Er war Leiter der Abteilung Fremde Heere Ost (FHO), ab 1947 Leiter der nach ihm benannten Organisation Gehlen sowie von 1956 bis 1968 erster Präsident des Bundesnachrichtendienstes (BND).

## Leben

### Herkunft
Gehlen wurde als Sohn einer bürgerlichen Familie in Erfurt geboren und wuchs in Breslau auf. Sein Vater Walther (1871–1943) war Major a. D. der Artillerietruppe des Deutschen Kaiserreichs, ab 1908 Buchhändler und zuletzt Direktor des Verlages Ferdinand Hirt in Breslau, dessen Leitung er von seinem Bruder Max Gehlen (1868–1931) übernommen hatte. Seine Mutter Katharina von Vaernewyck (1878–1922) stammte aus Flandern. Reinhard war der zweite Sohn der Familie Gehlen. Ihm folgte noch sein Bruder Walther (* 1905) und die Schwester Barbara (* 1912). Der älteste Bruder war Johannes (1901–1986). Sein Cousin war der Soziologe Arnold Gehlen.

### Militärischer Werdegang

#### Reichswehr
Beförderungen
- 1. Dezember 1923 Leutnant
- 1. Februar 1928 Oberleutnant
- 1. Mai 1934 Hauptmann

Nur wenige Jahre lebte er in Erfurt. Durch den beruflichen Wechsel des Vaters bedingt, besuchte Reinhard Gehlen die Schule in Breslau. Nach dem Abitur am humanistischen König-Wilhelms-Gymnasium zu Breslau trat er am 20. April 1920 als Offizieranwärter in das 6. leichte Artillerieregiment der Reichswehr in Schweidnitz ein. Im Oktober des gleichen Jahres wurde er in das Artillerie-Regiment 3 versetzt. Von September 1926 bis Oktober 1928 wurde er aufgrund seiner Fähigkeiten als Bereiter an die Kavallerieschule Hannover versetzt und schloss diese mit dem Dienstgrad eines Oberleutnants ab. Von November 1928 bis März 1929 wurde er in den Stab V. (reit.)/Artillerieregiment 3 versetzt. Von April 1929 bis September 1933 war er Bataillonsadjutant der 1./Artillerieregiment 3; im Oktober wurde er in die 14./Artillerieregiment 3 versetzt.

#### Wehrmacht

##### Allgemein
Von Oktober 1933 bis Juli 1935 war er zur Verwendung beim Chef der Heeresleitung, General der Infanterie Kurt von Hammerstein-Equord, und kommandiert zu den geheimen Generalstabs-Lehrgängen. Im Mai 1935 wurde er zur Kriegsakademie kommandiert. Von Juli 1935 bis Juli 1936 war er Adjutant beim Oberquartiermeister I im Generalstab des Heeres im Reichskriegsministerium in Berlin. Im Juli 1936 erfolgte die Versetzung in die I. Abteilung und im Juli 1937 in die 10. Abteilung des Generalstabs des Heeres. Er unterstand zu dieser Zeit Generalmajor Erich von Manstein.
Von November 1938 bis August 1939 war er Batteriechef (Feldhaubitzen) der 8./Artillerieregiment 18 in Liegnitz. Am 20. August 1939 wurde er Erster Generalstabsoffizier (Ia) der 213. Infanterie-Division und nahm am Überfall auf Polen teil. Vom 15. Oktober 1939 bis 5. Mai 1940 war er als Gruppenleiter für die Landesbefestigungen im Generalstab des Heeres zuständig. Von Mai bis Juni 1940 war er Verbindungsoffizier des Oberkommandos des Heeres zur 16. Armee sowie zu den Panzergruppen Hoth und Guderian. Am 13. Juni 1940 wurde er 1. Adjutant von Generalstabschef Franz Halder. Vom 7. Oktober 1940 bis 30. April 1942 war er Leiter der Gruppe Ost der Operationsabteilung des Generalstabes des Heeres, die von Oberst i. G. Adolf Heusinger (nachmaliger Generalinspekteur der Bundeswehr) geleitet wurde.
Gehlen war an den Vorbereitungen für das Unternehmen Barbarossa, den Überfall auf die Sowjetunion im Juni 1941, beteiligt; er war insbesondere für die Planungen Transport und Reserve-Nachführung zuständig.
Nach den Rückschlägen an der Ostfront im Winter 1941/42 (Schlacht um Moskau) suchte der Generalstab nach einer neuen Führung für seinen Feindlagedienst im Oberkommando der Wehrmacht.
Obwohl Gehlen sich nie mit nachrichtendienstlicher Arbeit beschäftigt hatte, keine Fremdsprache sprach und keine Kenntnisse über die Sowjetunion vorweisen konnte, wurde er am 1. Mai 1942 zum Chef der Abteilung Fremde Heere Ost ernannt und war somit auch Chef der Aufklärung Ost und vor allem deren Auswertung. Anfangs war er auch noch für Skandinavien, Südeuropa sowie die Luftrüstung der USA zuständig.

##### Abteilung Fremde Heere Ost
Beförderungen
- 1. Juni 1938 Major i. G.
- 1. Juli 1941 Oberstleutnant i. G.
- 1. Juli 1942 Oberst i. G.
- 1. Dezember 1944 Generalmajor

Zügig baute er seine Dienststelle um, die ursprünglich Informationen des Leiters der Abwehr Admiral Wilhelm Canaris bewertete. Sie konnte, ohne andere Dienststellen einbeziehen zu müssen, Nachrichten integriert auswerten. Gehlen bekam Informationen auch durch drastische Massenbefragungen von Kriegsgefangenen nach der Devise des Oberkommandos des Heeres: „Jede Nachsicht und Menschlichkeit gegenüber den Kriegsgefangenen ist streng zu tadeln.“ Gehlen setzte Heinz Herre für die Auswertung, Gerhard Wessel für die Aufklärung der Roten Armee und Hermann Baun für das Agentennetz im Feindgebiet vor der Front ein. Diese drei wurden nach dem Krieg in die Organisation Gehlen übernommen.
Nach der Niederlage von Stalingrad im Winter 1942/1943 arbeitete Gehlen mit dem Auslandsnachrichtendienst der SS, dem Amt VI beim Reichssicherheitshauptamt, unter der Leitung von Walter Schellenberg zusammen. Beide wollten mit sowjetischen Kriegsgefangenen, Überläufern und Antikommunisten 1943 in der Sowjetunion eine Truppe unter General Wlassow als Komitee zur Befreiung der Völker Russlands neben den Kampfverbänden auch zur Aufklärung aufbauen. Eingebunden in diesen Wechsel der strategisch-operativen Aufklärung von der Abwehr hin zur SS war – nach Übernahme der Jagdverbände von der Division Brandenburg – deren neuer Kommandeur Otto Skorzeny.
Bei der Aufklärung der sowjetischen Kräfte im Bereich der Heeresgruppe Mitte blieben seit Beginn 1944 die 6. Garde-Armee und die 5. Garde-Panzer-Armee bis zum Beginn der sowjetischen Operation Bagration unerkannt, für deren Auswertung und Lagefeststellung sowie Lagebeurteilung die Abteilung Fremde Heere Ost unter Gehlen zuständig war.
Gehlen schlug noch die „Aktion Werwolf“, einen Widerstand aus Erddepots, vor. Bis heute liegen nur einige wissenschaftlich fundierte Analysen über die Arbeit von Fremde Heere Ost vor.

###### Fehleinschätzungen als Chef der Abteilung Fremde Heere Ost
Gehlens Tätigkeit als Chef der Abteilung Fremde Heere Ost war durch eine Reihe von Fehleinschätzungen geprägt, beginnend mit der nicht prognostizierten Offensive der Roten Armee bei Stalingrad über das Nichterkennen des Ausmaßes der Überlegenheit an sowjetischen Panzern bei der Kursker Schlacht 1943 bis hin zur Einschätzung der gegnerischen Sommeroffensive 1944, die zur Zerschlagung der Heeresgruppe Mitte führte. All diese Ereignisse konnte Gehlen nicht annähernd richtig einschätzen. Sein Biograf Rolf-Dieter Müller, langjähriger wissenschaftlicher Direktor am Militärgeschichtlichen Forschungsamt der Bundeswehr und einer der Vorsitzenden der Unabhängigen Historikerkommission zur Erforschung der Geschichte des Bundesnachrichtendienstes, betont: „Problematisch blieben auch die taktisch-operativen Prognosen, die Gehlens persönliche Spezialität gewesen sind.“
So vertrat Gehlen schon vor der sowjetischen Gegenoffensive bei Stalingrad die Auffassung, dass sich die Kräfte der Roten Armee bald erschöpfen würden. Gleichwohl verstand er es schon früh, durch die Art und Weise seiner Darstellungen sich den „Nimbus überlegenen Wissens“ zuzulegen.

###### Politisch-ideologisches Selbstverständnis
Zu Gehlens politisch-ideologischen Einstellungen, die seiner Arbeit als Leiter der Abteilung Fremde Heere Ost zugrunde lagen, zeichnet sein Biograf Rolf-Dieter Müller das Bild eines stramm nationalkonservativen, antibolschewistischen Generalstabsoffiziers, der sich vom engen Korsett der antidemokratischen Normen und Werte der deutschen Militärelite nicht eingeengt fühlte, sondern sich damit identifizierte. Er sei Anhänger eines autoritären Machtstaates, aber kein direkter Nazi gewesen und auch nicht durch eigene antisemitische Propaganda aufgefallen, wohl aber über die Verbrechen an den Juden, sowjetischen Kriegsgefangenen und Zivilisten nicht nur gut informiert, sondern in sie verstrickt gewesen.
So wurde etwa Winniza, die Schaltzentrale des Oberkommandos des Heeres für die Sommeroffensive 1942 vorher „judenfrei gemordet“. Gehlen wusste Bescheid, ignorierte aber diese Verbrechen.

##### Kriegsende und -gefangenschaft
Ab Oktober 1944 plante Gehlen für die Zeit nach dem Krieg. Dafür entwickelte er eine Hypothese, die sich später als richtig erwies: „Die Westmächte werden sich gegen den Verbündeten Russland wenden. Dabei werden sie mich, meine Mitarbeiter und meine kopierten Dokumente im Kampf gegen eine kommunistische Expansion benötigen, weil sie selbst keine Agenten dort besitzen.“

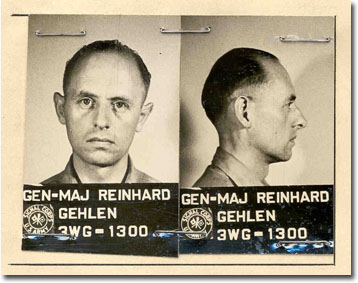
Reinhard Gehlen, 1945 (vom United States Army Signal Corps angefertigte Fotos aus Gehlens Kriegsgefangenenakte)

Anfang März 1945, rechtzeitig vor Kriegsende, ließ Gehlen die gesamten nachrichtendienstlichen Materialien von wenigen handverlesenen Mitarbeitern auf Mikrofilm vervielfältigen und, in wasserdichten Fässern verpackt, verteilt auf mehrere Bergwiesen, in den österreichischen Alpen vergraben.
Vorher hatte Gehlen seine Familie von Liegnitz über Naumburg in den Bayerischen Wald geschickt, damit sie nicht der Roten Armee in die Hände fiel. Mit seinen Mitarbeitern Wessel und Baun schloss er den „Pakt von Bad Elster“. Sie verabredeten eine geordnete Übergabe an die Amerikaner.
Am 9. April 1945 hatte Hitler Gehlen entlassen; Gerhard Wessel wurde, wie später 1968 beim BND, sein Nachfolger. Schließlich verließ Gehlen am 28. April das Hauptquartier der Wehrmacht in Bad Reichenhall, versteckte sich auf der Elendsalm bei Miesbach und stellte sich zusammen mit sechs Offizieren in Fischhausen am Schliersee am 22. Mai 1945 Soldaten der 7. US-Armee.
Gehlen musste erreichen, dass er für seine Handlungen an der Ostfront nicht, wie zwischen den Alliierten verabredet, an die Sowjetunion ausgeliefert wurde. Deshalb versuchte Gehlen, den ihn vernehmenden Amerikanern die Bedeutung seiner Person für die Nachkriegszeit zu verdeutlichen. Doch er stieß bei ihnen zunächst nur auf wenig Interesse. Über Wörgl und Salzburg gelangte er zur Vernehmung in die Villa Pagenstecher in Wiesbaden. Dort wurde er von General Edwin L. Sibert (1897–1977) vernommen. Im Gespräch stellte sich heraus, dass beide sehr ähnliche Visionen über die Rolle der Amerikaner in der Zukunft hatten. Die von Gehlen versteckten Dokumentenkisten wurden ausgegraben und ins document center nach Höchst gebracht. Captain Boker sammelte wichtige Mitstreiter Gehlens ein und entzog sie einer Inhaftierung.
Gehlen, der in Kriegsgefangenschaft der US Army Air Forces war, wurde schließlich 1945 mit sechs ehemaligen Mitarbeitern und den Dokumenten durch das Kriegsministerium der Vereinigten Staaten in die USA nach Fort Hunt, Virginia bei Washington, D.C. geflogen. Die Alliierten nahmen wie im Fall Gehlen zunächst auch andere Experten in Gewahrsam, unter anderem den Raketenforscher Wernher von Braun und die Atomphysiker um Otto Hahn.

### Aufbau eines Nachrichtendienstes

#### Organisation Gehlen
Über den Ablauf und das Ergebnis der Vernehmung in den USA ist nichts Genaues bekannt. Etwa 3000 Dokumente des National Archives über Gehlen für die Zeit 1945 bis 1955 wurden 2000–2002 zugänglich. Eine historisch fundierte Auswertung fehlt bislang jedoch. Gehlen wurde im Juni 1946 von Fort Hunt nach Camp King bei Oberursel zurückgebracht. Im Juli 1946 wurde vom US-amerikanischen Heeresnachrichtendienst G-2 Section dann die zunächst von den USA finanzierte spätere Organisation Gehlen gegründet, deren Chef er im Februar 1947 wurde. Arbeitsgrundlage war folgende mündliche Übereinkunft:
1. Es wird eine deutsche nachrichtendienstliche Organisation unter Benutzung des vorhandenen Potenzials geschaffen, die nach Osten aufklärt bzw. die alte Arbeit im gleichen Sinn fortsetzt. Die Grundlage ist das gemeinsame Interesse an der Verteidigung gegen den Kommunismus.
2. Die deutsche Organisation arbeitet nicht für oder unter den Amerikanern, sondern mit den Amerikanern zusammen.
3. Die Organisation arbeitet unter ausschließlicher deutscher Führung, die ihre Aufgaben von amerikanischer Seite gestellt bekommt, solange in Deutschland noch keine deutsche Regierung besteht.
4. Die Organisation wird von amerikanischer Seite finanziert … Dafür liefert sie alle Aufklärungsergebnisse an die Amerikaner.
5. Sobald wieder eine souveräne deutsche Regierung besteht, obliegt dieser Regierung die Entscheidung darüber, ob die Arbeit fortgesetzt werden soll oder nicht …
6. Sollte die Organisation einmal vor der Lage stehen, in der das amerikanische und deutsche Interesse voneinander abweichen, so steht es der Organisation frei, der Linie des deutschen Interesses zu folgen.

Dieser Text erinnert in seiner Tendenz an die Himmeroder Denkschrift. An ihrer Erstellung 1950 waren auch Adolf Heusinger, Hans Speidel und Hermann Foertsch beteiligt.
Ab dem 6. Dezember 1947 (Codename Nikolaus) wurde die Organisation in der ehemaligen „Reichssiedlung Rudolf Heß“ in der Heilmannstraße in Pullach untergebracht, weil das Camp zu klein wurde und der Geheimhaltungszwang dort in dem von 1936 bis 1938 für die NS-Elite gebauten Dorf mit anfangs 20 Häusern hinter hohen Mauern besser zu gewährleisten war. Ab dem 1. Juli 1949 übernahm die antikommunistische CIA die Organisation Gehlen. Die Organisation Gehlen nahm eine Doppelfunktion für die CIA und die noch junge Bundesrepublik Deutschland wahr. Sie war ähnlich aufgebaut wie ihr Vorläufer Fremde Heere Ost: Leitung durch Gehlen, Gerhard Wessel für die Auswertung und Hermann Baun für ein Agentennetz verantwortlich. Sie setzten auch ihre bewährten Methoden ein: Kriegsgefangene, ehemalige Zwangsarbeiter und Flüchtlinge wurden in Auffanglagern systematisch ausgefragt.
Gehlen selbst verstand seine Organisation von Anfang an als eine Vorform eines irgendwann eigenständigen deutschen Nachrichtendienstes. Konrad Adenauer wurde von den Alliierten keine große Wahl bei der Berufung des eigenen Sicherheitsapparats gelassen. Daher war ihm klar, dass ein völlig unabhängiger westdeutscher Auslandsnachrichtendienst genauso undenkbar war wie eine unabhängige westdeutsche Armee. So akzeptierte er die Umwandlung der Organisation Gehlen, in der eine Reihe ehemaliger Offiziere der Wehrmacht, RSHA- und SS-Mitglieder als Personalreserve „geparkt“ waren. Gehlen verheimlichte ihre Identität, um sie vor dem Zugriff der Alliierten zu schützen und eine Entnazifizierung zu erschweren.
Auf „Empfehlung“ der Briten berief Adenauer den ehemaligen General der Panzertruppe Gerhard Graf von Schwerin zu seinem „Berater in Sicherheitsfragen“. Dieser gründete eine Art Nachrichtendienst mit dem Tarnnamen „Zentrale für Heimatdienst“ auch Friedrich-Wilhelm-Heinz-Dienst, die mit Joachim Oster und Friedrich Wilhelm Heinz als Prominente aus der ehemaligen Abwehr besetzt war. Im Gegensatz zu Gehlen unterhielt Heinz gute Kontakte zur französischen Besatzungsmacht. Gehlen konnte schließlich über Adenauers Staatssekretär Hans Globke erreichen, dass Heinz am 1. Oktober 1953 beurlaubt und kurz darauf entlassen wurde.
Nach Beginn des Koreakrieges am 20. Juni 1950 nahm Gehlen verstärkt Kontakt zur Adenauer-Regierung und zur SPD-Opposition auf. Er schaltete sich über seine Mitarbeiter Heusinger, Speidel und Foertsch in die Planungen zur Wiederbewaffnung ein.
Gehlen verstand es, in den ersten zehn Jahren nach Ende des Zweiten Krieges durch die Anwerbung auch vieler Nachrichtendienstler mit zweifelhafter NS-Vergangenheit, wie Heinz Felfe, schnell einen professionellen Nachrichtendienst aufzubauen. Dieser war aber auch eben wegen dieser Belastung von potentiellen Verrätern durchsetzt. Hunderte von Agenten, Funkcodes und Kommunikationswegen wurden verraten. Doch angesichts der zahlreichen „Maulwürfe“ im britischen Nachrichtendienst war dies keine Gehlen-spezifische Erscheinung. So verstand Gehlen es ebenso, seine Rivalen um Gerhard Graf von Schwerin in Bonn als Auslandsnachrichtendienst auszumanövrieren, wie ihm die Beschränkung des Militärischen Abschirmdienstes (MAD) auf die Spionageabwehr innerhalb der Bundeswehr und die Sicherheitsüberprüfung ihres Personals gelang. Auch mit Otto John, dem ersten Chef des Bundesamtes für Verfassungsschutz, kam es zu Auseinandersetzungen. Johns Übertritt nach Ost-Berlin 1954, dessen Umstände bis heute nicht vollständig geklärt sind, kommentierte Gehlen, der eine „Abneigung gegen Anti-Hitler-Emigranten“ (Der Spiegel) hegte, mit „Einmal Verräter, immer Verräter!“, indem er einen Zusammenhang mit Johns Beteiligung am Widerstand gegen den Nationalsozialismus herstellte.
Gehlen war nicht ungeschickt darin, sich aus allen politischen Lagern Zustimmung für seinen Nachrichtendienst zu beschaffen. Dabei spielte seine Neigung, sich mit der Aura des Undurchschaubaren, Rätselhaften und Geheimnisvollen zu umgeben, ebenso eine Rolle wie sein Zusammenspiel mit dem Nachrichtenmagazin Der Spiegel, zu dem er enge Kontakte unterhielt. Auch dies war nicht zuletzt dem Umstand zu verdanken, dass dort in den frühen 1950er Jahren ehemalige Offiziere der Wehrmacht arbeiteten.

#### Gründung des Bundesnachrichtendienstes

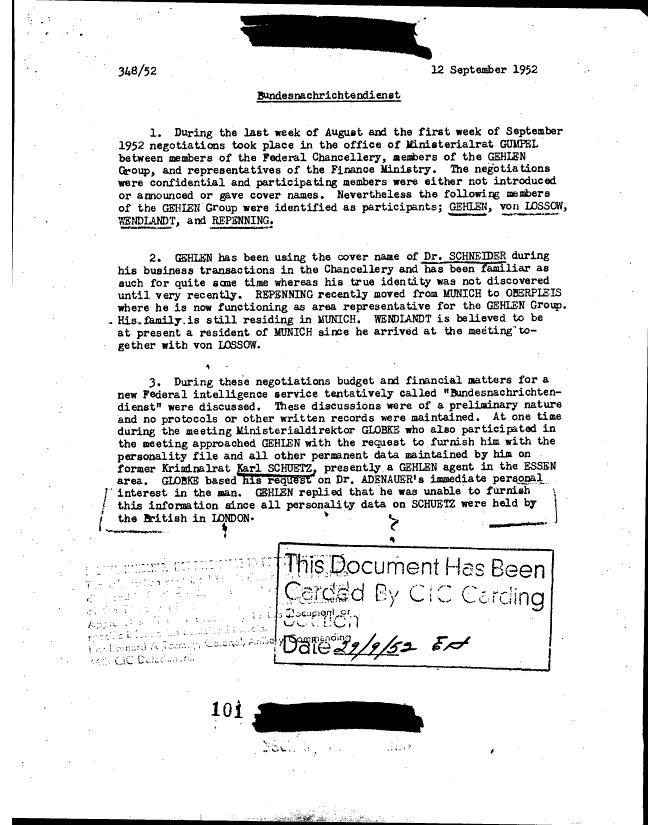
CIA-Bericht von 1952 über die Gründungsgespräche des BND

Bereits 1951 begann die Diskussion über die Einrichtung eines oder mehrerer Nachrichtendienste auf Bundesebene. Laut einem Bericht der Central Intelligence Agency wurde der Name Bundesnachrichtendienst (BND) erstmals im August und September 1952 bei Gesprächen im Bundeskanzleramt verwendet. An den geheimen Gründungsgesprächen, die im Büro des damaligen Ministerialrates Karl Gumbel stattfanden, nahmen neben Hans Globke und Gehlen auch die Mitarbeiter Gehlens Hans-Ludwig von Lossow, Horst Wendland und Werner Repenning teil. Ein Ergebnis der Verhandlungen war, dass die Organisation ab dem 1. April 1953 ganz aus Bundesmitteln finanziert werden sollte.
Am 1. April 1956 ging aus der mehrere tausend Mitarbeiter zählenden „Organisation Gehlen“ der BND hervor. Gehlen wurde am 20. Dezember 1956, unter Berufung in ein Beamtenverhältnis auf Lebenszeit, zum Präsidenten des Bundesnachrichtendienstes ernannt und erhielt Dienstbezüge nach Besoldungsgruppe B 8 der Bundesbesoldungsordnung B. Am Vortag hatte das Bundeskabinett der Personalie zugestimmt. Gehlens Deckname war „Dr. Schneider“. Dienstintern wurde er auch mit der Nummer 106 bezeichnet. Mit dem technischen Wandel der Nachrichtendienstarbeit und unter dem Vorbild der Besatzungsmacht USA verlagerte sich die Informationsbeschaffung zusehends von menschlichen Zuträgern zu leistungsstarken technischen Mitteln. Mit der Gründung der Bundeswehr wechselten nicht wenige ehemalige Offiziere der Wehrmacht aus der „Personalreserve“ in die neue reguläre Armee. Damit schrumpfte die Bedeutung der alten Seilschaften aus den Tagen der „Fremde Heere Ost“, und zivile, besser ausgebildete Leute stießen zum BND. Schließlich wurde Gehlen selbst zu einem Relikt aus einer vergangenen Epoche. Mit seinem Buch Verschlußsache kanzelte er seinen Nachfolger Gerhard Wessel ab und vergiftete für längere Zeit die Nachrichtendienstdebatte. Tatsächlich war Gehlens Arbeit als BND-Chef desaströs. Seine Praktiken, mit den finanziellen Mitteln nach eigenem Gutdünken sehr freizügig umzugehen und Führungspersonal nicht primär nach fachlicher Eignung, sondern persönlichen Vorlieben und Beziehungen zu bewerten, wurden den Anforderungen eines modernen Nachrichtendienstes in einem demokratischen Staat nicht gerecht. Nach Rolf-Dieter Müller war Gehlen mit seinen Aufgaben als BND-Chef „bald hoffnungslos überfordert“.
Gehlen verhalf dem engsten Mitarbeiter von Adolf Eichmann, dem in Israel und Österreich steckbrieflich gesuchten Alois Brunner, zur Flucht nach Syrien und galt laut Informationen aus Otto Köhlers Buch Unheimliche Publizisten als enger Freund von Gerhard Frey, dem Gründer und Vorsitzenden der Deutschen Volksunion und Herausgeber der National-Zeitung.
Am 30. März 1962 wurde Gehlen zum Generalleutnant der Reserve befördert. Er ist der einzige Reservist der Bundeswehr, dem dieser Dienstgrad verliehen wurde. Mit Ablauf des 30. April 1968 trat Gehlen in den Ruhestand.
Flankiert von einer achtteiligen Serie in der auflagenstarken Zeitschrift Quick publizierte Gehlen 1971 unter dem Titel Der Dienst seine Erinnerungen. In der Tageszeitung Die Welt erschien in Auszügen ein 16-teiliger Vorabdruck. Das Buch selbst erreichte Platz eins der Spiegel-Bestsellerliste. Kritiker bemängelten eine technokratische Darstellung, die nichts wirklich Neues enthalte und in erster Linie Gehlen selbst in strahlendem Licht erscheinen lassen solle. Der amerikanische Auslandsgeheimdienst CIA hielt den Text für materialschwach, wenig aufregend und in den angloamerikanischen Ländern nur mäßig zu vermarkten. Um Gehlens Memoiren in der englischsprachigen Fassung dramatischer erscheinen zu lassen, wurde David Irving engagiert, der den Text zusammen mit seiner damaligen Mitarbeiterin Elke Fröhlich entsprechend bearbeitete.

## Familie

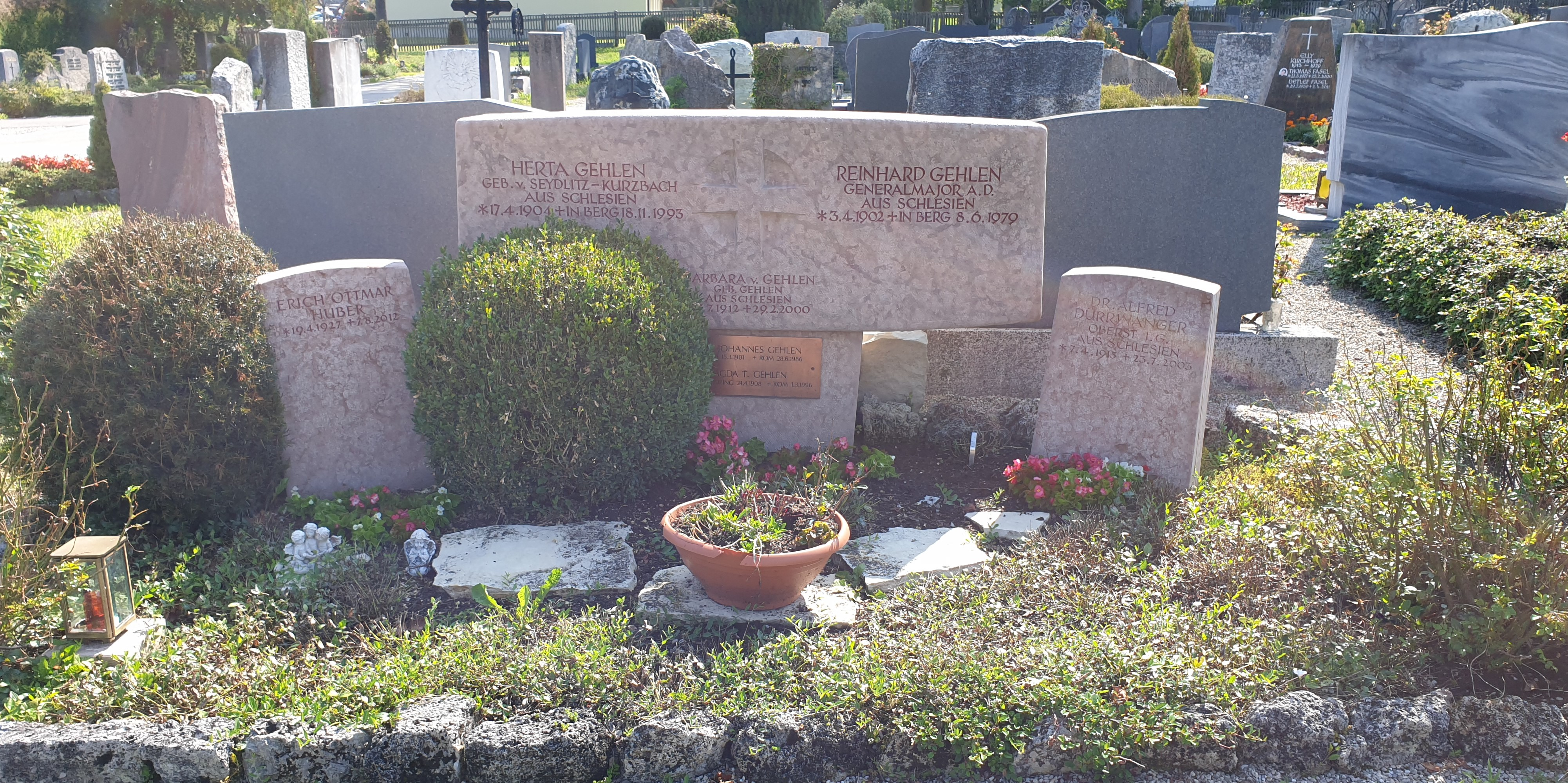
Grabstätte der Familie Gehlen auf dem Friedhof von Aufkirchen am Starnberger See

Gehlen war evangelischer Konfession. Er war ab 1931 mit der schlesischen Offizierstochter Herta von Seydlitz-Kurzbach (1904–1993) verheiratet und Vater von vier Kindern (Katharina Margarete * 19. Januar 1934; Felix Christoph * 11. Februar 1937; Marie-Therese * 4. September 1940; Dorothee-Herta * 28. Februar 1943). Sein Bruder Johannes Gehlen (1901–1986), der später auch für die Organisation Gehlen aktiv war, wuchs in Rom bei Pflegeeltern auf; Gehlen erfuhr erst spät von seiner Existenz. Ein weiterer Bruder starb 1944 bei einem Bombenangriff; die Schwester heiratete in eine Diplomatenfamilie ein. Gehlen war u. a. Ritter des katholischen Malteserordens. Reinhard Gehlen ist bestattet im Familiengrab auf dem Friedhof von Aufkirchen am Starnberger See.

## Auszeichnungen
- Eisernes Kreuz II. Klasse (2. Oktober 1939)
- Kriegsverdienstkreuz II. und I. Klasse mit Schwertern (21. Mai 1941)
- Königlich-bulgarischer Militärorden für Tapferkeit IV. Klasse, 1. Stufe (25. Oktober 1941)
- Komturkreuz des Ordens der Krone von Rumänien mit Schwertern (26. März 1942)
- Finnischer Orden des Freiheitskreuzes 2. Klasse (20. April 1942)
- Slowakisches Kriegsverdienstkreuz 3. Klasse (11. September 1943)
- Deutsches Kreuz in Silber (28. März 1945)
- Großes Verdienstkreuz mit Stern und Schulterband des Verdienstordens der Bundesrepublik Deutschland (30. April 1968)

## Veröffentlichungen

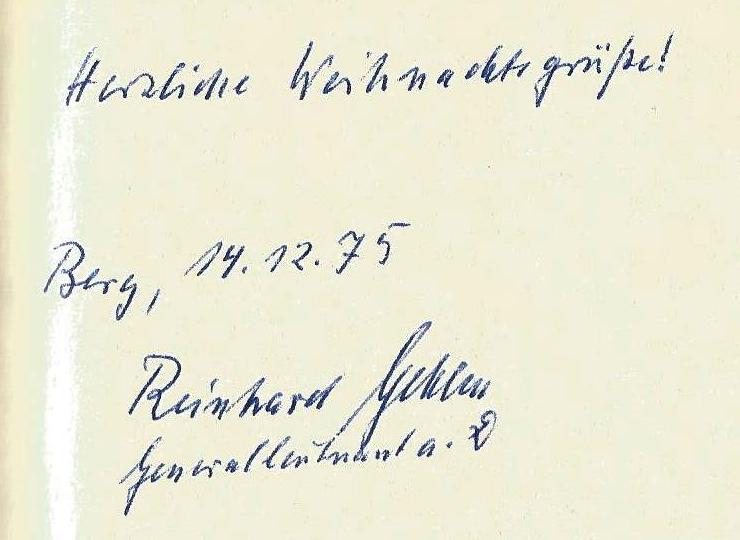
Widmung Gehlens in einem Exemplar von „Der Dienst“

- Der Dienst: Erinnerungen 1942–1971. v. Hase und Koehler, Mainz / Wiesbaden 1971, ISBN 3-920324-01-3. (Platz 1 der Spiegel-Bestsellerliste Sachbuch vom 25. Oktober bis zum 7. November 1971)
- Zeichen der Zeit: Gedanken u. Analysen zur weltpolit. Entwicklung. v. Hase & Koehler, Mainz 1983, ISBN 3-7758-1041-2. (Erstausgabe 1973)
- Verschlusssache. v. Hase und Koehler, Mainz 1980, ISBN 3-7758-0997-X.

## Filme und Dokumentationen
- Gegen Freund und Feind – Eine Geschichte des Bundesnachrichtendienstes. Dokumentarfilm von Michael Müller und Peter F. Müller, WDR, Deutschland 2002.
- Nazis im BND – Neuer Dienst und alte Kameraden. Dokumentarfilm von Christine Rütten, ARTE/HR, Deutschland 2013.
- Doku zur Serie: Alte Freunde, neue Feinde – Deutschland 2023, WDR (Online bei DasErste.de, Video verfügbar bis 17. Januar 2024)
- Bonn – Alte Freunde, neue Feinde – Deutschland 2023, Odeon Fiction in Zusammenarbeit mit Wilma Film, Historische Miniserie im Auftrag von ARD. Mit Martin Wuttke als Gehlen (Online bei DasErste.de, Video verfügbar bis 24. Juli 2023)[30]
- Mörder bevorzugt – Wie der BND NS-Verbrecher rekrutierte. Dokumentarfilm von Christine Rütten, HR, Deutschland 2022   (Online), bei Das Erste, Video verfügbar bis 10. Oktober 2023 oder auf Youtube.